# Erik Bakker
Erik Bakker (Hoogeveen, 21 maart 1990) is een Nederlands voetballer die bij voorkeur als middenvelder speelt.

## Clubcarrière

### FC Zwolle
Bakker begon met voetballen in de jeugd van W.IJ.C. In 2007 werd hij opgenomen in de jeugdopleiding van PEC Zwolle. Bakker debuteerde daarvoor datzelfde jaar in de hoofdmacht, waarvoor hij speelde tot en met het seizoen 2010-2011.

### SC Cambuur
Bakker stapte in juli 2011 over naar SC Cambuur. Daarmee werd hij in het seizoen 2012/2013 kampioen van de Eerste divisie door in de beslissende wedstrijd met 0-2 van SBV Excelsior te winnen. Bakker maakte daarbij het eerste doelpunt. Op 17 augustus 2013 maakte hij ook zijn eerste doelpunt in de Eredivisie tegen FC Groningen. In mei 2016 degradeerde Bakker met SC Cambuur uit de Eredivisie.

### PEC Zwolle
Op 24 mei 2017 werd bekend dat hij de overstap maakte terug naar PEC Zwolle, waar hij de opvolger zou worden van de naar FC Twente vertrokken Danny Holla. Na één seizoen stapte hij over naar De Graafschap, door de komst van enkele nieuwe spelers was de kans op speeltijd geslonken. Hij tekende een eenjarig contract bij de promovendus.
Hij verruilde in augustus 2019 De Graafschap voor FC Honka Espoo in Finland.
Vanaf begin 2020 speelt hij bij VV Staphorst. In de zomer van 2022 is hij begonnen met zaalvoetbal bij VVK 3 in Groningen. In de zomer van 2023 werd VVK 3 kampioen, waarmee promotie naar de 2e klasse werd gerealiseerd. 
Het team waarmee Erik Bakker kampioen werd, stroomde binnen VVK door naar het eerste elftal. VVK 1 won in het seizoen 2023/2024 direct zijn eerste competitiewedstrijd met 3-1 tegen Madjoe 2, waarbij Erik Bakker nog afwezig was.

### Carrièrestatistieken
| Seizoen                     | Club            | Land            | Competitie               | Competitie | Competitie | Beker | Beker | Internationaal | Internationaal | Overig | Overig | Totaal | Totaal |
| Seizoen                     | Club            | Land            | Competitie               | Wed.       | Dlp.       | Wed.  | Dlp.  | Wed.           | Dlp.           | Wed.   | Dlp.   | Wed.   | Dlp.   |
| --------------------------- | --------------- | --------------- | ------------------------ | ---------- | ---------- | ----- | ----- | -------------- | -------------- | ------ | ------ | ------ | ------ |
| 2007/08                     | FC Zwolle       | Nederland       | Eerste divisie           | 32         | 2          | 2     | 0     | –              | –              | 5      | 0      | 39     | 2      |
| 2008/09                     | FC Zwolle       | Nederland       | Eerste divisie           | 35         | 1          | 1     | 1     | –              | –              | 3      | 0      | 39     | 2      |
| 2009/10                     | FC Zwolle       | Nederland       | Eerste divisie           | 34         | 7          | 2     | 0     | –              | –              | 1      | 0      | 37     | 7      |
| 2010/11                     | FC Zwolle       | Nederland       | Eerste divisie           | 23         | 0          | 2     | 0     | –              | –              | 1      | 0      | 26     | 0      |
| 2011/12                     | SC Cambuur      | Nederland       | Eerste divisie           | 19         | 11         | 1     | 0     | –              | –              | 4      | 0      | 24     | 11     |
| 2012/13                     | SC Cambuur      | Nederland       | Eerste divisie           | 29         | 10         | 2     | 0     | –              | –              | –      | –      | 31     | 10     |
| 2013/14                     | SC Cambuur      | Nederland       | Eredivisie               | 28         | 2          | 3     | 0     | –              | –              | –      | –      | 31     | 2      |
| 2014/15                     | SC Cambuur      | Nederland       | Eredivisie               | 27         | 4          | 3     | 0     | –              | –              | –      | –      | 30     | 4      |
| 2015/16                     | SC Cambuur      | Nederland       | Eredivisie               | 25         | 1          | 0     | 0     | –              | –              | –      | –      | 25     | 1      |
| 2016/17                     | SC Cambuur      | Nederland       | Eerste divisie           | 36         | 10         | 5     | 1     | –              | –              | 2      | 0      | 43     | 11     |
| 2017/18                     | PEC Zwolle      | Nederland       | Eredivisie               | 20         | 1          | 4     | 1     | –              | –              | –      | –      | 24     | 2      |
| 2018/19                     | De Graafschap   | Nederland       | Eredivisie               | 19         | 0          | 2     | 1     | –              | –              | –      | –      | 21     | 1      |
| 2019/20                     | VV Staphorst    | Nederland       | Hoofdklasse B (Zaterdag) | 4          | 1          | 0     | 0     | –              | –              | –      | –      | 4      | 1      |
| Carrière totaal             | Carrière totaal | Carrière totaal | Carrière totaal          | 331        | 50         | 27    | 4     | 0              | 0              | 16     | 0      | 374    | 54     |
| Bijgewerkt op 11 maart 2020 |                 |                 |                          |            |            |       |       |                |                |        |        |        |        |

## Interlandcarrière
Nederland -18
Op 6 februari 2008 debuteerde Bakker in het Nederland -18, tijdens een vriendschappelijk duel tegen Turkije -18. De wedstrijd eindigde in 1-1.
| Interlands van Erik Bakker voor Nederlands beloftenelftal | Interlands van Erik Bakker voor Nederlands beloftenelftal | Interlands van Erik Bakker voor Nederlands beloftenelftal | Interlands van Erik Bakker voor Nederlands beloftenelftal | Interlands van Erik Bakker voor Nederlands beloftenelftal | Interlands van Erik Bakker voor Nederlands beloftenelftal |
| №                                                         | Datum                                                     | Wedstrijd                                                 | Uitslag                                                   | Soort Wedstrijd                                           | Doelpunten                                                |
| Als speler bij FC Zwolle                                  | Als speler bij FC Zwolle                                  | Als speler bij FC Zwolle                                  | Als speler bij FC Zwolle                                  | Als speler bij FC Zwolle                                  | Als speler bij FC Zwolle                                  |
| --------------------------------------------------------- | --------------------------------------------------------- | --------------------------------------------------------- | --------------------------------------------------------- | --------------------------------------------------------- | --------------------------------------------------------- |
| 1.                                                        | 6 februari 2008                                           | Turkije - Nederland                                       | 1 – 1                                                     | Vriendschappelijk                                         | 0                                                         |
| 2.                                                        | 26 maart 2008                                             | Nederland - Zwitserland                                   | 2 – 0                                                     | Vriendschappelijk                                         | 0                                                         |

## Erelijst

### MetSC Cambuur
| Nationaal               |    |         |
| Kampioen Eerste divisie | 1x | 2012/13 |